# Achterste oogkamer
De achterste oogkamer (Latijn: camera posterior bulbi) ligt tussen de iris en de ooglens. Deze kamer is gevuld met een hoeveelheid vloeistof, het kamerwater. Het oogkamervocht wordt geproduceerd door de lensbandjes (processus ciliares) van het straallichaam (corpus ciliare), dat zich in de achterste oogkamer bevindt en vastzit aan de rand van het vaatvlies. Vandaaruit gaat het vocht via de pupil, de voorste oogkamer naar de iridocorneale hoek, de hoek die het regenboogvlies maakt met het hoornvlies, en wordt het daar opgenomen in het kanaal van Schlemm.